# ناوکی هاتادا
ناوکی هاتادا (انگلیسی: Naoki Hatada؛ زادهٔ ۱۱ سپتامبر ۱۹۹۰) بازیکن فوتبال اهل ژاپن است.